# 菅原佐平
菅原 佐平（すがわら さへい、1885年〈明治18年〉3月17日 - 1969年〈昭和44年〉7月17日）は、日本の海軍軍人（海軍軍医）、政治家。最終階級は海軍軍医中将。一関市長。正七位。

## 来歴
岩手県西磐井郡真滝村（現・一関市）出身。滝沢小学校、一関中学校を経て、第二高等学校、1911年（明治44年）東京帝国大学医科卒。同年海軍軍医となる。1928年（昭和3年）海軍軍医大佐となり、1930年（昭和5年）のロンドン海軍軍縮会議の随員として加わる。帰国後は第二艦隊軍医長などを務めた。1933年（昭和8年）に湊海軍病院長に就任し、翌1934年（昭和9年）に海軍軍医少将に昇進するとともに呉海軍病院長に就任、1935年（昭和10年）に佐世保海軍病院長に就任した。1938年（昭和13年）に海軍軍医中将に昇進し、間もなく予備役となった。
海軍を去った後は郷里に戻った。戦時中は地元の翼賛壮年団で活動したため、戦後、公職追放となる。

### 1955年一関市長選挙
追放解除後の1955年（昭和30年）に一関市が近隣の4村を合併し新一関市が発足した。それに伴う一関市長選挙に立候補して、自由党所属で合併前の市長松川昌藏と共産党の新人を破って初当選を果たした。
※当日有権者数：-人 最終投票率：-%（前回比：-pts）
| 候補者名 | 年齢 | 所属党派   | 新旧別 | 得票数   | 得票率 | 推薦・支持 |
| -------- | ---- | ---------- | ------ | -------- | ------ | ---------- |
| 菅原佐平 | 69   | 無所属     | 新     | 15,483票 | 61.7%  | -          |
| 松川昌藏 | 62   | 自由党     | 新     | 9,082票  | 36.2%  | -          |
| 三浦惣平 | 51   | 日本共産党 | 新     | 542票    | 2.2%   | -          |

1月31日に市長に就任した。

### 1959年一関市長選挙
無所属の新人との一騎打ちとなったが、これを破って再選を果たした。
※当日有権者数：-人 最終投票率：-%（前回比：-pts）
| 候補者名 | 年齢 | 所属党派 | 新旧別 | 得票数   | 得票率 | 推薦・支持 |
| -------- | ---- | -------- | ------ | -------- | ------ | ---------- |
| 菅原佐平 | 73   | 無所属   | 現     | 17,947票 | 71.5%  | -          |
| 橋本元   | 66   | 無所属   | 新     | 7,149票  | 28.5%  | -          |

1963年の市長選挙には立候補しなかった。同年1月24日に退任した。1969年死去。